# فهرست داستان‌های عاشقانه
فهرست منظومه‌های عاشقانه (مرتب شده بر حسب زبان)

## نوشته شده

### انگلیسی
- رومئو و ژولیت (اثر ویلیام شکسپیر)
- اتلو و دزدمونا (اثر ویلیام شکسپیر)

### ترکی آذربایجانی
- لیلی و مجنون (اثر محمد فضولی (۱۵۶۲–۱۴۸۰))[۱]
- اصلی و کرم
- ورقه و گلشاه  (اثر یوسف مداح)
- یوسف و زلیخا(اثر عطایی تبریزی)

### عربی
- لیلی و مجنون
- رابعه و بکتاش

### عبری
- سلیمان و ملکه صبا (نقل شده در تورات)
- سامسون و دلیله (نقل شده در تورات)

### فارسی
- امیر ارسلان و فرخ‌لقا (کتاب امیر ارسلان نامدار)
- بهرام و گل‌اندام
- بیژن و منیژه: ابوالقاسم فردوسی
- جمشید و خورشید اثر سلمان ساوجی[۲]
- حسن و دل: فتاحی نیشابوری (محمد بن یحیی سیبک)
- خسرو و شیرین (نوشته شده توسط نظامی گنجوی، قاسمی گنابادی و امیر خسرو دهلوی)
- خورشید و مهپاره: طبیب قمی
- دخترخورشید و پسرماه: محمدرضا تقوی فرد
- رابعه و بکتاش
- زال و رودابه (عشاق شاهنامه فردوسی)
- زهره و منوچهر (اثر ایرج میرزا)
- سلامان و آبسال (اثر جامی)
- سیاوش و سودابه (عشق یک طرفه سودابه نقل شده در شاهنامه فردوسی)
- سیاه‌موی و جلالی دو دلدادهٔ هراتی
- شیخ صنعان و دختر ترسا: عطار نیشابوری
- شیرین و فرهاد (اثر وحشی بافقی)
- شهره و شادمان: محمدرضا تقوی فرد
- عزیز و غزال: سید اشرف‌الدین حسینی (نسیم شمال)
- عزیز و نگار دو دلدادهٔ اردکانی
- گل و نوروز: خواجوی کرمانی
- لیلی و مجنون (اثر نظامی گنجوی، ضمیری اصفهانی، قاسمی گنابادی، محمدقاسم موجی، سعدالدین رهایی خوافی، جامی، مکتبی شیرازیو با نام مجنون و لیلی توسط عبدی بیگ شیرازی)
- ملامحمدجان و عایشه دو دلدادهٔ هراتی
- مهر و ماه: جمالی دهلوی
- مهر و مشتری: عصار تبریزی
- ناظر و منظور: وحشی بافقی
- وامق و عذرا (نوشته شده توسط ضمیری اصفهانی و عنصری و قتیلی بخارایی)
- ورقه و گلشاه: عیوقی
- ویس و رامین: فخرالدین اسعد گرگانی
- همای و همایون: خواجوی کرمانی
- یوسف و زلیخا (نوشته شده توسط محمدقاسم موجی، جامی، آذر بیگدلی)

### کردی
- خج و سیامند
- مم و زین
- فرهاد و شیرین

## نانوشته
- کلئوپاترا و ژولیوس سزار و آنتوان (داستان عشق کلئوپاترا ملکه مصر به دو سردار و قیصر روم)
- مادام پمپادور و لویی شانزدهم پادشاه فرانسه
- ماری آنتوانت و کاردینال روهان
- ناپلئون و ژوزفین و دزیره
- نورجهان و جهانگیر دو دلدادهٔ ایرانی و هندی

## جستارهای مرتبط
- کتاب عشاق نامدار